# Голцов (Мителмарк)
Голцов (њем. Golzow) општина је у њемачкој савезној држави Бранденбург. Једно је од 38 општинских средишта округа Потсдам-Мителмарк. Према процјени из 2010. у општини је живјело 1.361 становника. Посједује регионалну шифру (AGS) 12069216.

## Географски и демографски подаци
Голцов се налази у савезној држави Бранденбург у округу Потсдам-Мителмарк. Општина се налази на надморској висини од 42 метра. Површина општине износи 40,0 km². У самом мјесту је, према процјени из 2010. године, живјело 1.361 становника. Просјечна густина становништва износи 34 становника/km².